# Platylophus (vogel)
Platylophus is een monotypisch geslacht van zangvogels uit de eveneens monotypische familie  Platylophidae (kuifgaaien).
De enige soort:
- Platylophus galericulatus – Maleise kuifgaai